# Hrvatsko-slavonske županije
Hrvatsko-slavonske županije bile su upravne jedinice Hrvatske u okviru Austro-ugarske monarhije koje su obuhvaćale cjelokupan prostor kontinentske (nizinske, panonske) i gorske Hrvatske, čak i u većemu prostornom obuhvatu nego u razmjerima Republike Hrvatske. Obuhvaćale su prostore od Like, Gorskoga kotara, Korduna, Banovine, Turopolja, Hrvatskoga zagorja, Međimurja na zapadu do Podravine, Posavine, Moslavine, Slavonije i Srijema prema istoku.
Polovinom 19. stoljeća, hrvatska se uprava našla u neizvjesnu položaju. Pred njom su stajala tri najvažnija zahtjeva:
1. osposobiti činovništvo i upravni aparat za rad u bitno promijenjenim okolnostima, odnosno u novoj Trojednoj Kraljevini Hrvatskoj
2. otkloniti sve prepreke za političko i pravno ujedinjenje Vojne krajine i civilne Hrvatske (Provincijala)
3. u državnopravnome okviru (Habsburškoj Monarhiji) ishoditi povoljan državnopravni status u skladu s nacionalnim programom iz 1848. godine.

Tada i Hrvati počinju izgrađivati svoju modernu upravu koja je trebala nadomjestiti propali feudalni sustav. Osjećaj za zakonitost i pravdu u velikoj mjeri nadahnjuje Ilirce i sve hrvatske pravne djelatnike od 1848. sve do 1918. godine. Pravna država utemeljena na demokraciji, liberalizmu i višestranačju osnovna je poluga modernizacije hrvatske uprave u 19. stoljeću. U tim okolnostima i organizacijsko pravo kao podloga upravnog prava prošlo je niz upravnih preustroja.

## Povijest upravnih ustroji

### Prvi upravni ustroj
Prva se upravna organizacija trebala provesti na temelju ministarske naredbe iz lipnja 1850. godine koja je počivala na ideji upravnoga centralizma. Prema njoj, uprava je odijeljena od sudstva, a vladi je bilo podčinjeno svih šest hrvatskih županija: Zagrebačka, Varaždinska, Križevačka, Virovitička, Požeška, Srijemska. Na čelu županija stajali su veliki župani. Županije su bile upravne vlasti prve mobile, a pod njima stajalo je dvadeset političkih kotara koje su vodili podžupani. Taj se županijski ustroj nije ni ustalio jer je carskim patentom u prosincu 1851. godine bio uveden centralizam.

### Drugi upravni ustroj
Drugi upravni preustroj uslijedio je u siječnju 1853. godine, a prema njemu su županije bile samo više nadzorne vlasti nad nižim upravnim vlastima.

### Treći upravni ustroj
Padom Bachova apsolutizma 1860. godine počinje treći upravni preustroj. Županije ponovno postaju središtima upravnoga života. Glavnim organom županije postala je opet županijska skupština, sastavljena od 
Županijski činovnici bili su kao takvi članovi županijske skupštine. Članovi te skupštine bile su osobe kojima je ekonomski i politički probitak, kako svoje zajednice, tako i osobni zasigurno bio primaran interes. Izvršnu vlast u županiji vršio je župan sa županijskim magistratom. Činovnike je birala županijska skupština na rok od 3 godine, a velikoga župana imenovao je kralj. U Hrvatskoj je u to vrijeme bilo sedam županija, a najmlađa je bila Bjelovarska.

### Četvrti upravni ustroj
Sklapanjem Hrvatsko-ugarske nagodbe 1868. godine otpočela je četvrta faza u rekonstrukciji hrvatske uprave. Županije su preustrojene zakonom iz 1870. godine prema kojemu su izgubile feudalna obilježja i stara municipalna prava (općinska prava) te sve više postajale instrumentom centralizirane državne uprave. U županijskoj su skupštini prevladavali općinski izbornici. Županijske činovnike imenovao je ban (više) i veliki župan (niže), i to doživotno. Županije nisu više odlučivale konačno, nego su bile pod zemaljskom vladom koja ih je i nadzirala.

### Peti upravni ustroj
Prema zakonu od 15. studenog 1874. godine koji je stupio na snagu u svibnju 1875. godine počelo je peto razdoblje u upravnom preustroju hrvatske uprave poznato po tome što su županije izgubile svaki značaj. Mjesna samouprava provodila se u podžupanijama koje su ujedno bile i prava i najniža upravna vlast.

### Šesti upravni ustroj
Šesti preustroj hrvatske uprave započeo je Zakonom o ustroju županija i uređenju uprave u županijama i kotarima od 5. veljače 1886. godine. Tada je umjesto županija, u građanskom razdoblju, i okružja, u bivšem krajiškom području (Vojna krajina u
pravni i politički sustav Hrvatske potpuno je uklopljena 1881. godine), osnovano osam
županija.
| Županija               | Karta | Sjedište | Površina | Stanovništvo (1910.) | Grb                                      | Zemljopisne koordinate                        |
| ---------------------- | ----- | -------- | -------- | -------------------- | ---------------------------------------- | --------------------------------------------- |
| Bjelovarsko-križevačka |       | Bjelovar | 5048 km2 | 331 385              | Coat of arms of Bjelovar-Križevci County | 45°55′14″N 16°45′54″E / 45.92056°N 16.76500°E |
| Ličko-krbavska         |       | Gospić   | 6217 km2 | 203 973              | Coat of arms of Lika-Krbava County       | 44°42′28″N 15°21′12″E / 44.70778°N 15.35333°E |
| Modruško-riječka       |       | Ogulin   | 4874 km2 | 231 354              |                                          | 45°19′30″N 14°58′28″E / 45.32500°N 14.97444°E |
| Požeška županija       |       | Požega   | 4938 km2 | 263 690              | Coat of arms of Požega County            | 45°22′45″N 17°31′4″E / 45.37917°N 17.51778°E  |
| Srijemska              |       | Vukovar  | 6848 km2 | 410 007              | Coat of arms of Syrmia County            | 45°4′53″N 19°15′33″E / 45.08139°N 19.25917°E  |
| Varaždinska            |       | Varaždin | 2521 km2 | 305 558              | Pre-1922 coat of arms of Varaždin County | 46°15′7″N 16°11′38″E / 46.25194°N 16.19389°E  |
| Virovitička            |       | Osijek   | 4852 km2 | 269 199              | Coat of arms of Virovitica County        | 45°38′27″N 17°51′30″E / 45.64083°N 17.85833°E |
| Zagrebačka             |       | Zagreb   | 7215 km2 | 587 378              | Pre-1922 coat of arms of Zagreb County   | 45°38′27″N 16°11′57″E / 45.64083°N 16.19917°E |

## Županijska samouprava
Tim su zakonom županije ponovno djelovale i kao samoupravne institucije.
Samoupravu u županiji provodila je županijska skupština u koju su izravno ulazili najbogatiji poreznici iz županije (50 % sastava skupštine) i 50 % izbornika koji su birani pred kotarskim vlastima. Na svakih 2000 stanovnika birao se po jedan skupštinar. U djelokrugu županijske skupštine, kojoj je predsjedavao veliki župan (u njegovoj pak odsutnosti podžupan), bilo je:
- donošenje statuta
- raspravljanje o predmetima javnoga interesa i obraćanje saboru raznim peticijama
- rješavanje sporova oko prostornih opsega pojedinih općina u županiji
- rješavanje sporova među nižim upravnim organima zbog nadležnosti
- uprava županijskom imovinom i županiji povjerenim zakladama i zavodima te sl.

Pored županijske skupštine, znatna ovlaštenja imao je i Upravni odbor županije s trojakim djelokrugom i to u poslovima javne (samo)uprave te porezima i financijskim poslovima. Upravni odbor kao izvršno i operativno tijelo imao je u ukupnoj samoupravi županije velike ovlasti, a na njegova rješenja, donesena u prvome stupnju, strankama je pripadalo pravo žalbe, i to Zemaljskoj vladi. Upravni odbor županije bio je i drugostupanjski organ u poslovima koje je općina rješavala kao prvostupanjski organ.
Unutar županije prema zakonu iz 1886. godine postojala je i kraljevska županijska oblast. Županijama pripada u upravnom području njihovom javna uprava, na koliko nadilazi djelokrug kotarskih oblastih, a nije samoj vladi izričitno pridržana (čl. 41.). Tu su pripadali: uzdržavanje mira i javnog poretka, briga o izvršavanju zakonskih propisa, prava korištenja i vojnička pomoć, rješavanje u prvom stupnju svih pitanja koja su nastala između općina te između općina i kotara kao i između kotara, rješavanje svih pitanja nastalih u vezi s gradnjom cestā, mostova, nasipā, kanalā, navodnjavanja i isušivanja tla te sl. Na čelu županijskoga područja vlasti bio je podžupan.
Velikoga župana na prijedlog bana imenovao je kralj. On je stajao na čelu županije, bio je predstavnik izvršne vlasti i povjerenik vlade te je kao takav provodio nadzor nad samoupravom županije i nad cjelokupnom političkom upravom županije i kotara. Njemu je bio podređen i podžupan. Središnje vlasti velikim županom osiguravale su svoje interese u županijama.

## Upravno-teritorijalna podjela
Županije su bile podijeljene na kotare. Oni nisu imali samoupravu, nego su bili isključivo upravni organi. Što se pak općina tiče, njihov ustroj odlikovao se dvovrsnošću. Razlikovale su se seoske od gradskih općina. Seosku općinu činila su sela koja nisu bila u stanju obnašati prava i obveze političke općine, a nekoliko se seoskih općina udruživalo u upravnu (političku) općinu. Gradsku općinu mogla su imati samo ona mjesta koja su izričito prema Zakonu o ustroju županija ili posebnomu zakonu imala status grada. S time da su Zakonom o ustroju gradskih općina od 21. lipnja 1895. godine građani podređeni županijskoj
upravi. Zemaljskoj vladi u Zagrebu bili su izravno podređeni Osijek, Varaždin, Zagreb i Zemun.